# Équipe d'Italie de football au Championnat d'Europe 1968
L'équipe d'Italie de football dispute sa première phase finale de championnat d'Europe lors de l'édition 1968. Le tournoi se déroule sur son sol du 5 au 10 juin 1968.
Les Italiens affrontent l'Union soviétique en demi-finale. La rencontre se solde sur un score de 0-0 après prolongation. Le match n'étant pas à rejouer et les tirs au but n'étant pas encore en vigueur, un tirage au sort est nécessaire pour désigner le finaliste. Ce tirage est favorable aux Italiens qui s'en vont rencontrer les Yougoslaves en finale. C'est à nouveau sur un score nul après prolongation (1-1) que se termine le match. Conformément au règlement, la finale est rejouée, l'Italie s'impose cette fois sur le score de 2-0, et remporte la Coupe d'Europe des nations.
À titre individuel, Angelo Domenghini, Giacinto Facchetti, Sandro Mazzola, Luigi Riva et Dino Zoff font partie de l'équipe-type du tournoi.

## Phase qualificative
La phase préliminaire comprend huit poules. le premier de chaque groupe se qualifie pour les quarts de finale.

### Phase préliminaire
L'Italie termine en tête du groupe 6.
| Rang | Équipe   | Pts | J | G | N | P | Bp | Bc | Diff |  | Résultats (▼ dom., ► ext.) |     |     |     |     |
| ---- | -------- | --- | - | - | - | - | -- | -- | ---- |  | -------------------------- | --- | --- | --- | --- |
| 1    | Italie   | 11  | 6 | 5 | 1 | 0 | 17 | 3  | +14  |  | Italie                     |     | 3-1 | 2-2 | 5-0 |
| 2    | Roumanie | 6   | 6 | 3 | 0 | 3 | 18 | 14 | +4   |  | Roumanie                   | 0-1 |     | 4-2 | 7-0 |
| 3    | Suisse   | 5   | 6 | 2 | 1 | 3 | 17 | 13 | +4   |  | Suisse                     | 0-4 | 7-2 |     | 5-0 |
| 4    | Chypre   | 2   | 6 | 1 | 0 | 5 | 3  | 25 | -22  |  | Chypre                     | 0-2 | 1-5 | 2-1 |     |

### Quart de finale
| Équipe 1 | Résultat | Équipe 2 | Aller | Retour |
| -------- | -------- | -------- | ----- | ------ |
| Bulgarie | 3 - 4    | Italie   | 3 - 2 | 0 - 2  |

## Phase finale

### Demi-finale
| Entraîneur :  |
| F. Valcareggi |

| Entraîneur : |
| M. Yakushin  |

| Entraîneur :  |
| F. Valcareggi |

| Entraîneur : |
| M. Yakushin  |

L'Italie est qualifiée pour la finale par tirage au sort.

### Finale
| Entraîneur :         |
| Ferruccio Valcareggi |

| Entraîneur : |
| Rajko Mitic  |

| Entraîneur :         |
| Ferruccio Valcareggi |

| Entraîneur : |
| Rajko Mitic  |

| Entraîneur :         |
| Ferruccio Valcareggi |

| Entraîneur : |
| Rajko Mitic  |

| Entraîneur :         |
| Ferruccio Valcareggi |

| Entraîneur : |
| Rajko Mitic  |

## Effectif
Sélectionneur : Ferruccio Valcareggi
| No. | Pos.      | Joueur               | Date de naissance et âge | Sélec. | Club           |
| --- | --------- | -------------------- | ------------------------ | ------ | -------------- |
| 1   | Gardien   | Enrico Albertosi     | 2 novembre 1939          | 18     | Fiorentina     |
| 2   | Attaquant | Pietro Anastasi      | 7 avril 1948             | 0      | AS Varèse      |
| 3   | Défenseur | Angelo Anquilletti   | 25 avril 1943            | 0      | AC Milan       |
| 4   | Défenseur | Giancarlo Bercellino | 9 octobre 1941           | 5      | Juventus       |
| 5   | Défenseur | Tarcisio Burgnich    | 25 avril 1939            | 21     | Inter de Milan |
| 6   | Attaquant | Giacomo Bulgarelli   | 24 octobre 1940          | 29     | Bologne        |
| 7   | Défenseur | Ernesto Castano      | 2 mai 1939               | 2      | Juventus       |
| 8   | Milieu    | Giancarlo De Sisti   | 13 mars 1943             | 2      | Fiorentina     |
| 9   | Attaquant | Angelo Domenghini    | 25 août 1941             | 12     | Inter de Milan |
| 10  | Défenseur | Giacinto Facchetti   | 18 juillet 1942          | 34     | Inter de Milan |
| 11  | Milieu    | Giorgio Ferrini      | 18 août 1939             | 5      | Torino         |
| 12  | Milieu    | Aristide Guarneri    | 7 mars 1938              | 19     | Bologne        |
| 13  | Milieu    | Antonio Juliano      | 1er janvier 1943         | 10     | Naples         |
| 14  | Milieu    | Giovanni Lodetti     | 10 août 1942             | 16     | AC Milan       |
| 15  | Attaquant | Sandro Mazzola       | 8 novembre 1942          | 29     | Inter de Milan |
| 16  | Attaquant | Pierino Prati        | 13 décembre 1946         | 2      | AC Milan       |
| 17  | Attaquant | Luigi Riva           | 7 novembre 1944          | 6      | Cagliari       |
| 18  | Milieu    | Gianni Rivera        | 18 août 1943             | 31     | AC Milan       |
| 19  | Défenseur | Roberto Rosato       | 18 août 1943             | 15     | AC Milan       |
| 20  | Défenseur | Sandro Salvadore     | 29 novembre 1939         | 29     | Juventus       |
| 21  | Gardien   | Lido Vieri           | 16 juillet 1939          | 4      | Torino         |
| 22  | Gardien   | Dino Zoff            | 28 février 1942          | 1      | Naples         |